# 訓練学校
訓練学校（くんれんがっこう）は、訓練を行う施設の呼び名として用いられる通称。
日本において、「訓練学校」という名称は法令上の規定が無く、曖昧なままで用いられる。「学校」という名称を含んでいるが、学校教育法第1条に規定される学校、あるいはそれに類する教育を行う施設（専修学校及び各種学校）を指すとは限らない。また、職業能力開発促進法に規定される職業訓練施設に対して「職業訓練学校」という通称名を用いる場合があるが、職業能力開発促進法で規定される職業訓練施設は学校教育法で規定される学校とは性格の異なる施設であり、「職業訓練学校」という名称は法令上は使用されない。

## 日本および世界の職業訓練施設や何らかの訓練を行う施設の例
- ヴァインランド訓練学校（知的障害児のための学校）
- 職業訓練学校 (BBW)
- アウクスブルク#職業訓練学校、アカデミー
- ワルシャワユダヤ人共同体職業訓練学校
- ビレジク職業訓練学校
- Bozuyuk 職業訓練学校
- 日本聴導犬協会付属日本聴導犬・介助犬訓練士学院
- シャフトゥイ（Shakhty）の第33職業訓練学校
- ヴィースロッホ#教育（ライン＝ネッカー郡が運営する職業訓練学校について）
- ウェーコ陸軍航空基地操縦士基本訓練学校
- オレゴン職業訓練学校（Oregon Vocational School, 現オレゴン工科大学）
- パイロット訓練学校/航空訓練学校(アメリカの。クラークスビル (テネシー州)、ミネソタ州イーガンなどにある）
- キリスト教青年会(YMCA)訓練校（現在のスプリングフィールド大学)
- マイコープ職業訓練校
- アメリカ海兵隊バージニア州クアンティコ米海兵隊基礎訓練校（TBS）
- アラド (ルーマニア)高等教師訓練校（Cl?direa Preparandiei ルーマニア語教師訓練校）
- イギリス陸軍航空隊砲兵協同訓練校
- ヴィア・ドロローサフランシスコ会職業訓練校
- 赤軍将校職業訓練校
- 修道院運営職業訓練校
- ハイレ・セラシエ軍事訓練校
- ブロンクス職業訓練校
- ワールド産業株式会社・ワールド職業訓練校
- カウハヨキ職業訓練校
- ロードス職業訓練校(Rhodes Training Institute)
- Zamtel(ザンビア国営通信会社)の職員訓練校
- シュヴェービッシュ・ハルジビラ＝エーゲン家政学校
- ジョリエット (イリノイ州)職業訓練校
- ジンスハイムズンニスハイム青少年の家財団職業訓練校
- セイコーエプソン#高等職業訓練校
- ビルマ士官訓練校（OTS）
- ガーナ西アフリカ国境軍訓練校
- ニューホライズン・ジャパン CDトレーニングセンター職業訓練校
- ネイル・アソシエーション(INA)認定訓練校
- イギリス航空航法訓練校（ANS）
- フォートマクマレー_キヤノ・カレッジ(公立の職業訓練校)
- アラバマ州タスキーギ黒人のための職業訓練校
- 国立音楽訓練校（the National Training School for Music）
- フライトスクールヘリテックフライトカレッジ(一般および官公庁向けヘリコプター操縦士免許訓練校)
- ホースパーク東関東馬事職業訓練校
- 陸軍特殊訓練校J・F・ケネディ校
- リヒテンフェルス (バイエルン州)かご細工訓練校
- 情報科学専攻科をもつリヒテンフェルス (バイエルン州)州立職業訓練校
- ソビエト陸軍戦車訓練校
- 阿含宗スリランカ桐山靖雄職業訓練校
- 会津漆器#会津漆器技術後継者訓練校
- 札幌医療保険事務学院
- 市光工業伊勢原製造所職業訓練校
- オンテックス・テクニカルスクール（大阪府認定職業訓練校）
- 静岡県立あしたか職業訓練校
- 職業能力開発促進センター
- 新潟清酒学校
- 能登杜氏高等職業訓練校
- ジロカストロ職業訓練校
- 前哨狙撃兵学校(上級訓練校)
- エアフライトジャパン（AFJ,民間の訓練校)
- 民間航空操縦士訓練学校（操縦学校）
- 東京無線協同組合教育センター(東京都から職業訓練校の認定）
- 放送職業訓練校生田教室
- 表具工芸大学訓練校
- 豊和工業#人事部高等職業訓練校
- 野溝松筑職業訓練校
- ノースフィールド聖書訓練学校（サイラス・スコフィールドが校長をつとめた）
- 「インディファガブル」海事訓練学校（軍艦「フェートン」の後身の練習船）
- 職業訓練学校ラ・マルティニエール（フランス）
- ノルウェー騎兵将校訓練学校
- ハイルブロン#職業訓練学校
- バタイスク赤軍飛行士訓練学校
- ベリーズ陸軍ジャングル戦訓練学校（ヒュー・マクマナーズが運営に携わる）
- ヒンドスタン航空機戦闘機訓練学校（カナダのCAEと共同で設立）
- 職業訓練学校シアトル・セントラル・カレッジ
- ポル・ポトカンボジア共産党訓練学校
- ミドルタウン (コネチカット州)コネチカット州青少年訓練学校
- ハレブ飛行士訓練学校（ムハンマド・ファーリスが校長をつとめた）
- ラトビアSS下士官訓練学校
- バージニア州陸軍訓練学校 アメリカ陸軍訓練学校（バージニアミリタリー大学）
- ローテンブルク (ヴュンメ) 職業訓練学校 BBS
- ロシア連邦保安庁アカデミー (旧内務機関職員再訓練学校）
- ロックヒル (サウスカロライナ州)ウィンスロップ大学（旧ウィンスロップ訓練学校）
- 王立救命艇協会救命訓練学校
- 青少年福祉センター職業訓練学校（埼玉県）
- 国立小児病院 付設視能訓練学校（一年制）
- 山岳猟兵 山岳及び冬季戦闘訓練学校（Gebirgs- und Winterkampfschule）
- TAFE(州立の高級職業訓練学校)
- 宣教師訓練学校 ...神学校に類した教育機関
- 日本福音同盟宣教師訓練センター
- 警察犬訓練学校
- 第510重戦車大隊ヴェルサイユ中隊長訓練学校
- グロスグリーニックでプトロス戦車訓練学校
- 連邦海事局 グレートレイク応急訓練学校 (Great Lakes Fire Training School:GLAFTS)
- 西陣織高等職業訓練学校（和装、京都市上京区）
- ポルトガル陸軍 戦車群（第4騎兵連隊と騎兵訓練学校の一部）
- ポルトガル陸軍 工兵小隊　（工兵訓練学校の一部）
- 帝国テストパイロット学校
- ハッティズバーグ (ミシシッピ州)州兵訓練基地キャンプ・シェルビー
- 特殊部隊 SEALs 訓練学校
- ハッティズバーグ (ミシシッピ州)警察署訓練学校

速読術のトレーニングスクール
- 日本能力開発学院 速読法　埼玉教室
- 速読リーディング学校
- 日本速読・記憶法セミナー
- 日本速読協会
- クリエイト速読スクール
- スクール玉野 速読講座
- 穴吹カレッジサービス徳島 速読スクール
- バルサスクール
- 日本速脳速読協会
- 新日本速読研究会速読スクール
- 速読・聴速右脳開発学習塾堀江スクール
- 東京速読アカデミー
- CGパーソナル
- スターブレインインターナショナルスクール
- 札幌速読研究会
- 埼英スクール
- SP速読学院
- 日本速脳速読協会
- 速読スクール寺田